# Otterswiller
 Otterswiller (en alsacià Ottewiller) és un municipi francès, situat a la regió del Gran Est, al departament del Baix Rin. L'any 2006 tenia 1.342 habitants. Limita al nord-oest amb Saverne, al sud-est amb Schwenheim, al sud amb Marmoutier, al sud-oest amb Gottenhouse.
Forma part del cantó de Saverne, del districte de Saverne i de la Comunitat de comunes del Pays de Saverne.

## Demografia
| 1962 | 1968 | 1975 | 1982  | 1990  | 1999  |
| ---- | ---- | ---- | ----- | ----- | ----- |
| 663  | 699  | 832  | 1.124 | 1.147 | 1.177 |

## Administració
| Període | Identitat      | Partit |
| ------- | -------------- | ------ |
| 2001-   | Joseph Cremmel | UMP    |